# Madame Camille
 (août 2025).
Motif : Insuffisamment de sources secondaires démontrant le notoriété requise pour un article Cf WP:CAA et WP:NPER
- Archive Wikiwix
- Bing
- Cairn
- DuckDuckGo
- E. Universalis
- Gallica
- Google
- G. Books
- G. News
- G. Scholar
- Persée
- Qwant
- (zh) Baidu
- (ru) Yandex
- (wd) trouver des œuvres sur Wikidata

| 1. | Préciser le motif de la pose du bandeau. | Précisez le motif de la pose du bandeau en utilisant la syntaxe suivante : {{admissibilité à vérifier\|date=août 2025\|motif=remplacez ce texte par le motif}}                      |
| 2. | Informer les utilisateurs concernés.     | Pensez à avertir le créateur de l'article, par exemple, en insérant le code ci-dessous sur sa page de discussion : {{subst:avertissement admissibilité à vérifier\|Madame Camille}} |

Madame Camille ou Madame Vignon, est une marchande de modes, modiste et couturière française.
Madame Camille est en faveur et devient une couturière très demandée pendant la Deuxième République et le Second Empire.
Dans les années 1860, Madame Vignon-Chauvin, Charles Frederick Worth, Madame Palmyre ou encore Madame Camille sont les grandes figures de modes de l’époque.